# Chiesa dei Santi Stefano e Lorenzo (Sala Baganza)
La chiesa dei Santi Stefano e Lorenzo, detta anche chiesa di Santo Stefano in San Lorenzo, è un luogo di culto cattolico dalle forme neoclassiche situato in via Ferdinando Maestri 53 a Sala Baganza, in provincia e diocesi di Parma; è sede di una parrocchia compresa nella zona pastorale della Pedemontana.

## Storia
L'originaria cappella intitolata a santo Stefano, dipendente dalla pieve di San Prospero a Collecchio, fu menzionata per la prima volta nel 1141 in una bolla del papa Innocenzo II, che ne sancì la donazione al Capitolo della Cattedrale di Parma, cui l'edificio appartenne fino al 1520.
Un'altra testimonianza dell'esistenza dell'"Ecclesia Sancti Stephani de Salla" risale al Ratio Decimarum della diocesi di Parma del 1299.
Nel 1564 il luogo di culto fu elevato al rango di parrocchia.
Nel 1582, per volere del conte Giberto IV Sanvitale, furono avviati, ad alcune centinaia di metri di distanza dall'antica cappella, i lavori di costruzione di una chiesa intitolata a san Lorenzo, completata nel 1586 su finanziamento del nuovo conte Girolamo; l'edificio svolse le funzioni di oratorio dell'annesso convento degli Agostiniani fino al 1630.
La vecchia chiesa, ormai degradata, fu chiusa al culto nel 1694, quando l'oratorio conventuale divenne la nuova sede parrocchiale di Sala Baganza col nome di "chiesa di Santo Stefano in San Lorenzo".
Nel 1801 il tempio fu ampliato e decorato in stile neoclassico per volere del duca di Parma Ferdinando di Borbone.
Nel 1831 fu allargata la sagrestia.
Tra il 1930 e il 1939 la chiesa fu nuovamente modificata con l'allungamento dell'abside, la costruzione delle cappelle laterali e la sopraelevazione della torre campanaria.
Nel 1965 fu edificata a sud del tempio la palazzina detta "Casa della Gioventù".
Tra il luglio 2022 e il marzo 2023 la chiesa fu oggetto di un consistente intervento di restauro, resosi necessario per la presenza di vistose crepe; nel corso dei lavori, che riguardarono l'intero edificio, furono riportati alla luce i dipinti nel catino absidale.

## Descrizione

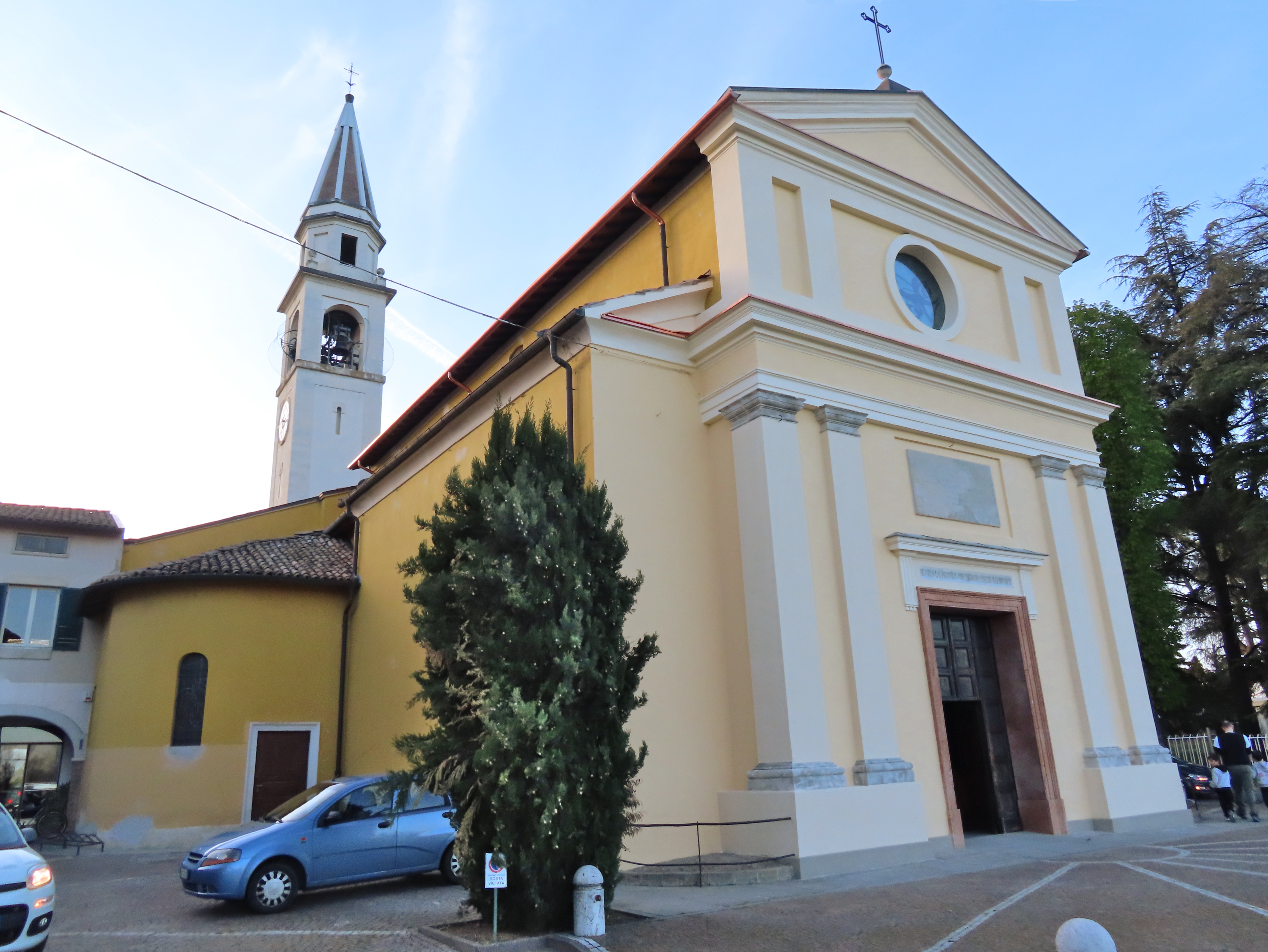
Facciata e lato sud

La chiesa si sviluppa su un impianto a navata unica, affiancata da sei cappelle laterali; accanto si articola su una pianta a C la "Casa della Gioventù".
La simmetrica facciata a capanna, interamente intonacata, è suddivisa orizzontalmente da un'alta trabeazione in lieve aggetto. Inferiormente è collocato nel mezzo l'ampio portale d'ingresso, delimitato da cornice modanata in marmo e sormontato da architrave in rilievo, retto da due mensoline scanalate; ai lati si elevano due coppie di lesene coronate da capitelli dorici. Superiormente si apre al centro un rosone con cornice in aggetto, affiancato da coppie di semplici lesene in rilievo. In sommità si staglia il frontone triangolare, coronato nel mezzo da una croce metallica.
Dai fianchi aggettano le cappelle laterali e i bracci absidati del transetto, mentre sul retro si allunga il presbiterio absidato. In adiacenza si eleva il campanile decorato con lesene sugli spigoli; in sommità, oltre la cella campanaria affacciata sui quattro lati attraverso aperture ad arco a tutto sesto, si staglia la lanterna a pianta ottagonale, ornata da lesene, cornici e trabeazione e coperta da alta guglia piramidale.
All'interno la navata, coperta da volta a botte, è scandita lateralmente da una serie di alte lesene con capitelli dorici, a sostegno della cornice modanata sommitale; sulle pareti si affacciano, attraverso ampie arcate a tutto sesto, le cappelle laterali, coperte anch'esse da volte a botte.
Sul fondo si apre oltre l'arco il presbiterio absidato, lievemente rialzato e illuminato da due monofore laterali ad arco a tutto sesto; al centro è collocato l'altare maggiore a mensa in muratura, risalente al 1971; l'ambiente ospita, fra alcune lapidi sepolcrali, tra cui quella di Jean-Baptiste Boudard, uno stemma dei Sanvitale e un olio raffigurante la Cena in Emmaus, realizzato da Enrico Bandini verso la metà del XIX secolo su commissione della duchessa Maria Luigia; il catino è ornato con dipinti a tempera rappresentanti, tra altre figure, quattro angeli in volo, eseguiti da Latino Barilli intorno al 1940.
La prima cappella a destra conserva l'antico altare maggiore in marmo, ivi collocato nel 1971, e i pregevoli affreschi staccati dell'antica cappella di Santo Stefano, oggi scomparsa; i dipinti, realizzati tra il XVI e il XVII secolo da Cesare Baglioni, raffigurano il Martirio di Santo Stefano e una serie di grottesche.
La seconda cappella di ogni lato ospita ancone neoclassiche in stucco.
La terza cappella a destra conserva due pregevoli dipinti, raffiguranti la Madonna col Bambino e i santi Stefano e Lorenzo, realizzata nel 1782 da Domenico Muzzi, e, all'interno di una cornice seicentesca, la Madonna col Bambino dormiente, attribuita a Gaetano Callani.
La terza cappella di sinistra ospita infine una coppia di confessionali provenienti dalla distrutta chiesa di Santa Maria Bianca di Parma.